# Santa-Maria-Figaniella
Santa-Maria-Figaniella település Franciaországban, Corse-du-Sud megyében. Lakosainak száma 83 fő (2022. január 1.). Santa-Maria-Figaniella Cargiaca, Fozzano, Loreto-di-Tallano, Moca-Croce és Zérubia községekkel határos.

## Népesség
A település népessége az elmúlt években az alábbi módon változott:
| Lakosok száma | 110  | 70   | 58   | 81   | 80   | 86   | 100  | 102  | 102  | 83   |
|               | 1968 | 1982 | 1990 | 2006 | 2013 | 2015 | 2017 | 2019 | 2020 | 2022 |